# Tobias (Nebraska)
Tobias es una villa ubicada en el condado de Saline en el estado estadounidense de Nebraska. En el Censo de 2010 tenía una población de 106 habitantes y una densidad poblacional de 156,21 personas por km².

## Geografía
Tobias se encuentra ubicada en las coordenadas 40°25′7″N 97°20′12″O / 40.41861, -97.33667. Según la Oficina del Censo de los Estados Unidos, Tobias tiene una superficie total de 0.68 km², de la cual 0.68 km² corresponden a tierra firme y (0%) 0 km² es agua.

## Demografía
Según el censo de 2010, había 106 personas residiendo en Tobias. La densidad de población era de 156,21 hab./km². De los 106 habitantes, Tobias estaba compuesto por el 96.23% blancos, el 0% eran afroamericanos, el 0% eran amerindios, el 0% eran asiáticos, el 0% eran isleños del Pacífico, el 3.77% eran de otras razas y el 0% pertenecían a dos o más razas. Del total de la población el 7.55% eran hispanos o latinos de cualquier raza.